# Damak (Népal)
Pour les articles homonymes, voir Damak.
Damak (en népalais : दमक) est une ville du Népal située dans le district de Jhapa. Au recensement de 2011, elle comptait 75 102 habitants.